# Virus ARN monocatenario retrotranscrito
Un virus ARN monocatenario retrotranscrito (abreviado virus ARNmcRT o virus  ssRNA-RT en inglés) es un virus con ARN de cadena sencilla en su genoma que se replica en la célula huésped mediante transcriptasa inversa, es decir, mediante la formación de ADN a partir del molde ARN. Pertenecen al Grupo VI de la Clasificación de Baltimore.
Los virus de este grupo infectan a todo tipo de eucariota (animales, plantas, hongos y protistas), sin embargo son más predominantes en los animales. Sorpresivamente no infectan procariotas por lo que se cree que surgieron más recientemente. En este grupo se incluye al VIH causante del sida. 
Los análisis evolutivos han encontrado que los virus ARN monocatenario retrotranscrito evolucionaron de los retrotransposones LTR con la adquisición de proteínas de la cápside de otros virus.

## Multiplicación
Estos virus usan transcriptasa inversa codificada viralmente, es decir, una ADN polimerasa dependiente del ARN, para producir ADN a partir del genoma ARN viral. Este ADN a menudo se integra en el genoma del huésped, como en el caso de los retrovirus y seudovirus, donde es replicado y transcrito por el huésped.
| Síntesis de proteínas:  | ARNmc+ → ARN/ADN → ADNbc → ARNm → proteínas                                                                                     |
| Replicación del genoma: | ARNmc+ → ARN/ADN → ADNbc → ARNmc+                                                                                               |
| Enzimas:                | Transcriptasa inversa aportada por el virus: ARNmc+ → ARN/ADN → ADNbc ARN polimerasas del huésped: ADNbc → ARNm, ADNbc → ARNmc+ |

La multiplicación del virus comprende las siguientes etapas:

Esquema de la multiplicación de un virus ARNmcRT.

1. Transcripción inversa del ARN monocatenario positivo mediante la transcriptasa inversa viral para dar lugar a un complejo intermedio ARN/ADN. Se realiza en el citoplasma usando un iniciador ARNt.
2. Conversión del complejo ARN/ADN mediante la transcriptasa inversa viral en una cadena de ADN bicatenario lineal con repeticiones terminales largas. Introducción en el núcleo.
3. Integración del ADN viral en el ADN de la célula huésped, usando la función de integrasa de la transcriptasa inversa.
4. Replicación y transcripción (en ARNm temprano) a través del ADN del huésped, usando las enzimas del huésped.
5. El ARNm temprano se traduce en proteínas tempranas (reguladoras).
6. La modificación de la transcripción por los productos virales tempranos probablemente favorezca la producción del ARNm tardío y genómico.
7. Traducción del ARN tardío, acumulación de las proteínas tardías (estructurales).
8. Ensamblado del ARN monocatenario positivo genómico con las proteínas estructurales en la nucleoproteína viral. Gemación a través de la membrana celular obteniendo la envoltura de glicoproteínas.

Estos virus comprenden cuatro familias que infectan solo a eucariotas. Destaca la familia Retroviridae, que incluye al VIH causante del sida.
Por huéspedes, ejemplos de taxones que infectan un solo tipo de huésped es la familia Retroviridae que infecta animales. Las demás familias infectan huéspedes por cruzado abarcando todos los eucariotas (animales, plantas, hongos y protistas); Pseudoviridae, Metaviridae y Belpaoviridae.

## Clasificación taxonómica
La clasificación taxonómica del ICTV actualizada al 2021 es la siguiente:
- Orden Ortervirales (ssRNA-RT; dsDNA-RT)
  - Familia Belpaoviridae
  - Familia Metaviridae
  - Familia Pseudoviridae
  - Familia Retroviridae